# Linda Sue Evans
No confundir con la actriz Linda Evans
Linda Evans (n. Iowa, Estados Unidos, 11 de mayo de 1947), activista antiimperialista y revolucionaria estadounidense.
Militante activa en el movimiento de liberación de la mujer y en la comunidad lesbiana, organizó el apoyo para las luchas lideradas por las inexpertas organizaciones de negros, chicanos y mexicanos contra el Ku Klux Klan, las esterilizaciones forzosas y los policías asesinos.
Recabó apoyos para los prisioneros de guerra y los políticos negros, portorriqueños y nativos americanos para el derecho de esas naciones a la independencia y la autodeterminación. Hallada culpable en 1985 de acoger a un fugitivo y de usar un nombre falso para comprar cuatro pistolas cumplía un total de 40 años de condena, sentencia que posteriormente sería conmutada por el presidente Bill Clinton el 20 de enero de 2001.